# Ehrenbreitstein
Ehrenbreitstein (německy Festung Ehrenbreitstein) je pevnost v německé spolkové zemi Porýní–Falc, stojící na východním břehu Rýna nad jeho soutokem s Moselou s výhledem na město Koblenz.
Její barokní předchůdkyně, stojící na místě hradu postaveného kolem roku 1000, byla dočasně sídlem trevírských kurfiřtů a v roce 1801 byla vyhozena do povětří francouzskými revolučními vojsky. V dnešní podobě byla citadela (nazvaná tehdy Feste Ehrenbreitstein, plánovaný název zněl Feste Friedrich Wilhelm, Pevnost Fridricha Viléma) postavena v letech 1817 až 1828 pod vedením pruského inženýrského důstojníka Carla Schnitzlera. Byla součástí pruského opevnění Koblenze Festung Koblenz budovaného na počátku 19. století a patřila do systému Oberehrenbreitstein. Pruská armáda ji využívala až do roku 1918 a jako součást kobleneckého pevnostního systému sloužila k zabezpečení údolí středního Rýna a tamní dopravní infrastruktury, tj. železničních tratí a říčních přechodů v okolí Koblenze.
Dnes je pevnost ve vlastnictví spolkové země Porýní-Falc a sídlí v ní Koblenecké zemské muzeum, ubytovna pro mládež, památník padlých vojáků německé armády (Ehrenmal des Deutschen Heeres) a různé úřady. Spolková zahradnická výstava v roce 2011 se zčásti konala v areálu pevnosti a v předhradí, kde tehdy vznikl prostorný upravený park s vyhlídkovou plošinou.
Od roku 2002 je Ehrenbreitstein součástí světového dědictví UNESCO Údolí horního Středního Rýnu.

## Historie

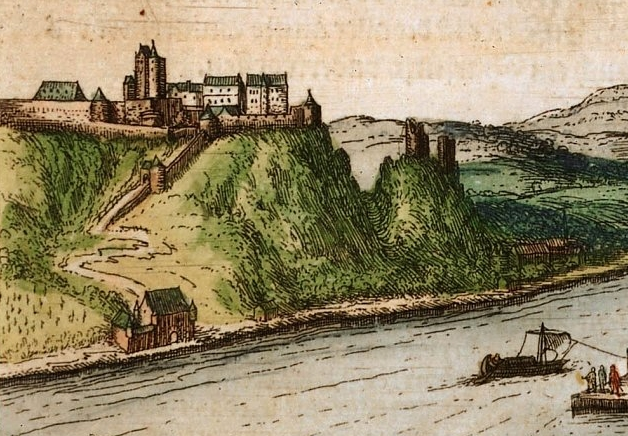
Údajná podoba v roce 1573

### Předchozí fortifikace

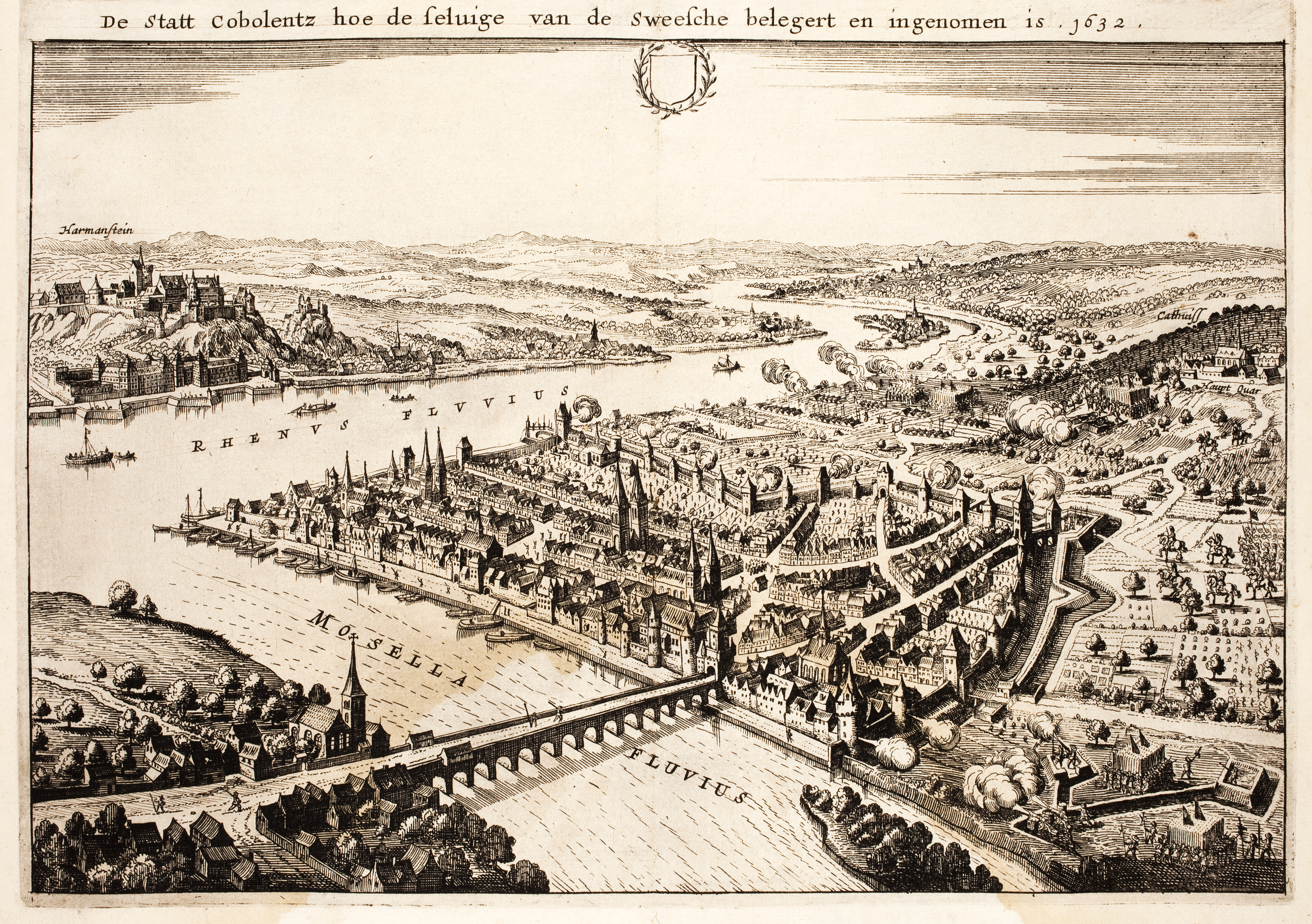
Původní pevnost na rytině z roku 1632

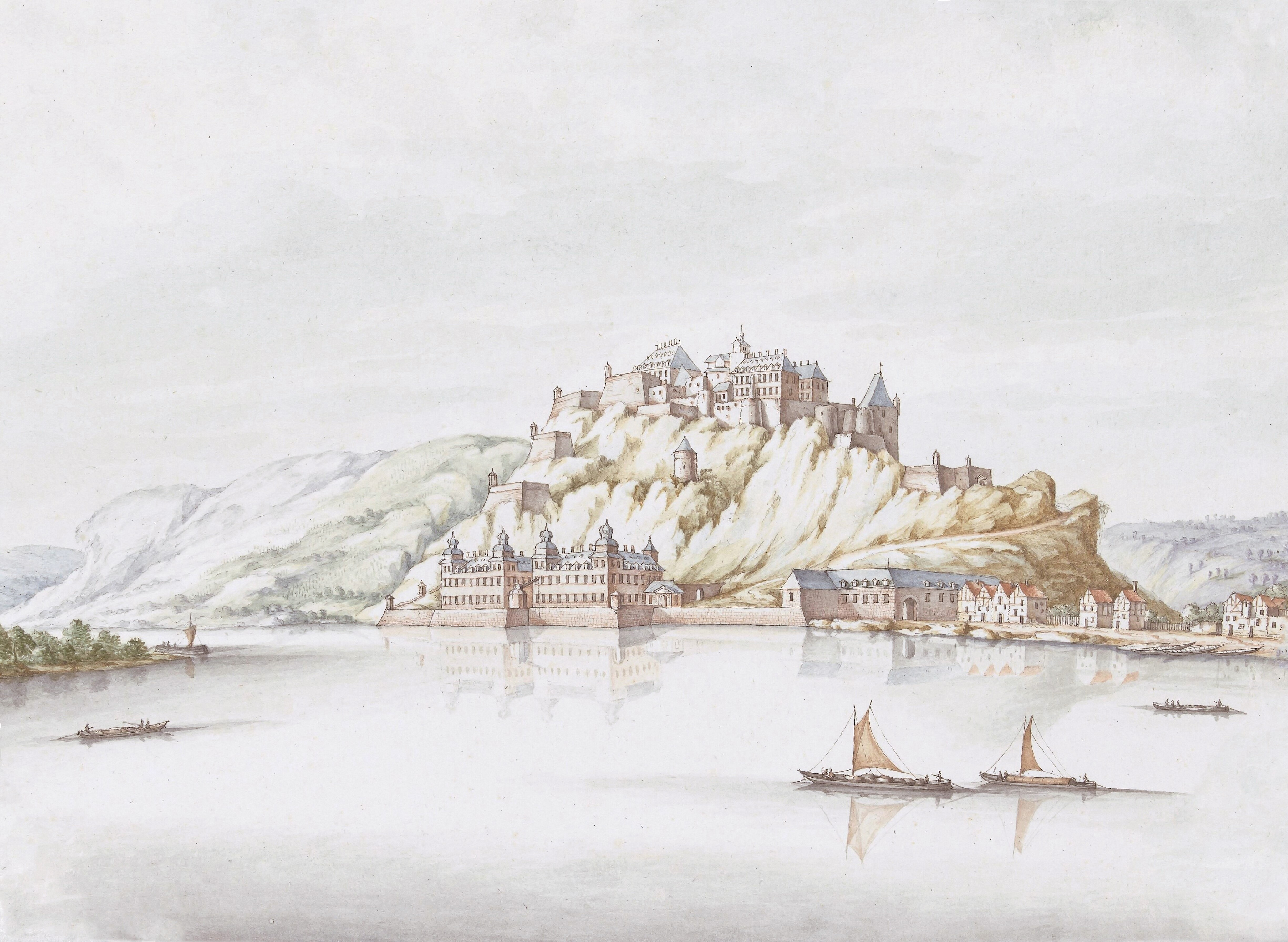
Pevnost v roce 1700

Kopec Ehrenbreitstein, na němž se dnes nachází stejnojmenná pevnost, byl poprvé osídlen ve 4. tisíciletí př. n. l. a opevnění bylo vybudováno v 10. až 9. století př. n. l. Ve 3. až 5. století n. l. zde bylo umístěno římské opevnění. Další osídlení následovalo v 8. a 9. století za vlády karolinské dynastie. Kolem roku 1000 na kopci šlechtic jménem Ehrenbert (nebo Erembert) postavil hrad, jehož původní název Burg Ehrenbertstein se později změnil na Burg Ehrenbreitstein.
Hrad je poprvé zmiňován v dochované listině z roku 1139 jako majetek trevírského arcibiskupa. Arcibiskup Hillin z Falmagne jej v letech 1152 až 1169 rozšířil. Na kopci zvaném Helfenstein jižně od něj byl postaven podpůrný hrad (Burg Helferstein). V roce 1286 hrad dále rozšířil arcibiskup Jindřich z Fénétrange a v roce 1481 arcibiskup Jan II. z Badenu.
V 16. století se začalo pracovat na přestavbě hradu na pevnost, která by odolala novým střelným zbraním. Jedním z prvních děl bylo devítitunové dělo Greif. Na úpatí kopce chráněného pevností nechal trevírský arcibiskup Philipp Christoph von Sötern v letech 1625 až 1629 postavit palác Phillipsburg. Pevnost dále vylepšovali jeho nástupci Karl Kaspar von der Leyen a Johann Hugo von Orsbeck. V roce 1632 ji obsadili Francouzi a v roce 1637 císařská vojska během třicetileté války.
Ehrenbreitstein v letech 1657 až 1794 střežil nejcennější relikvii trevírského stolce, svatou tuniku. Tehdejší arcibiskupové využívali strategického významu pevnosti k vyjednávání se soupeřícími mocnostmi; tak v roce 1672 na počátku války mezi Francií a Německem arcibiskup odmítl žádosti vyslanců Ludvíka XIV. i braniborského velvyslance Christopha Caspara von Blumenthal o povolení průchodu vojsk přes Rýn.

V roce 1688 pevnost úspěšně odolala obléhání francouzským králem Ludvíkem XIV. Kolem roku 1730 vytvořil Balthasar Neumann Schönborn-Werke, třetí prstenec opevnění. Francouzům se sice v roce 1759 podařilo pevnost dobýt, ale udrželi se zde pouze tři roky.

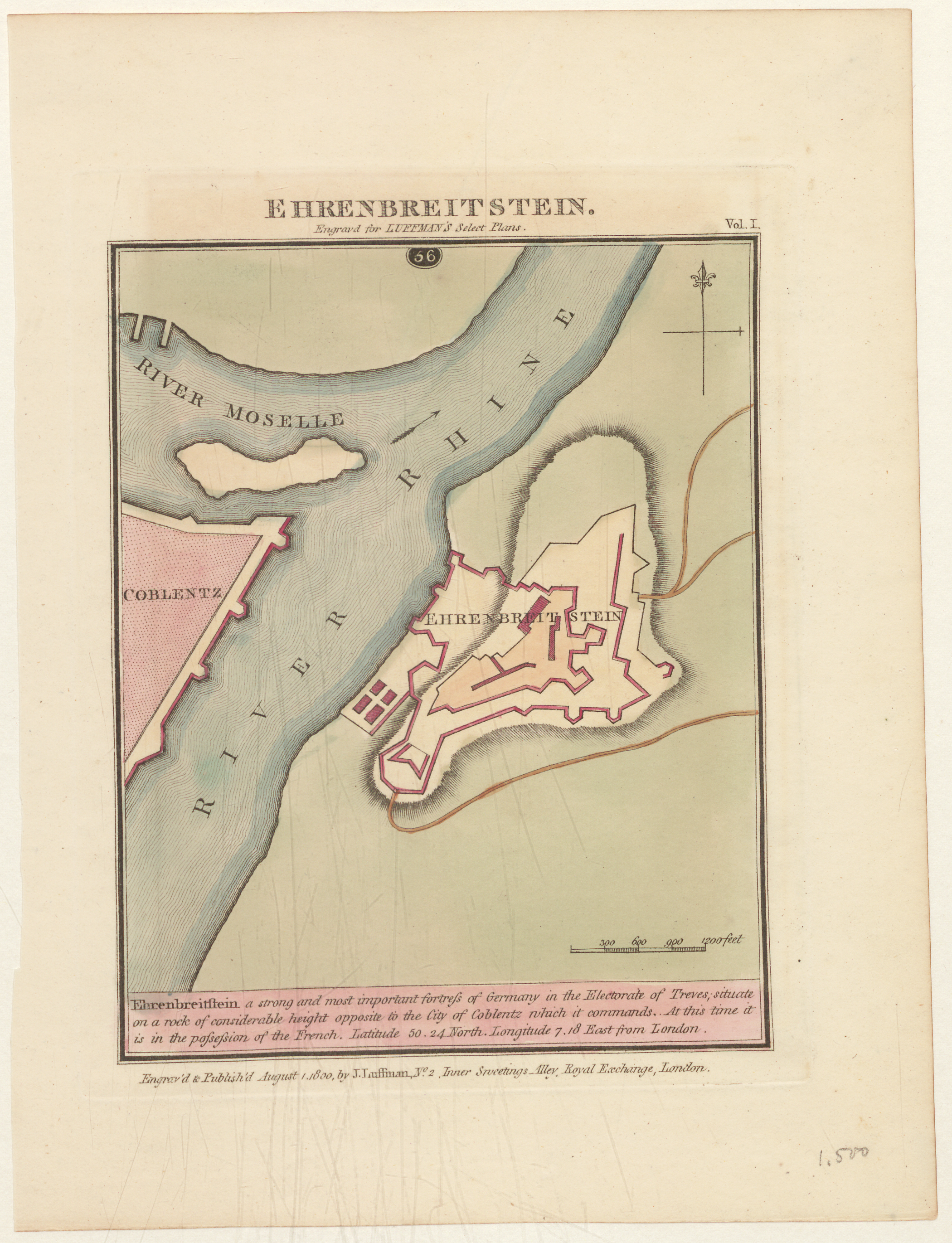
Mapa pevnosti v roce 1800

V roce 1794 dobyla Koblenz francouzská revoluční vojska; v následujících letech Ehrenbreitstein třikrát neúspěšně obléhala. Jednoroční obléhání, které začalo v roce 1798 během války druhé koalice, však přineslo obráncům Ehrenbreitsteinu hladomor, a ti nakonec v roce 1799 pevnost vydali Francouzům. Lunévillskou smlouvou byli Francouzi nakonec nuceni se z pravého břehu Rýna stáhnout. Proto v roce 1801 vyhodili Ehrenbreitstein do povětří, aby zabránili nepříteli zmocnit se plně funkční pevnosti jen několik metrů od francouzského území na levém břehu Rýna. Od roku 1803 do roku 1815 bylo toto území součástí Nasavského vévodství.

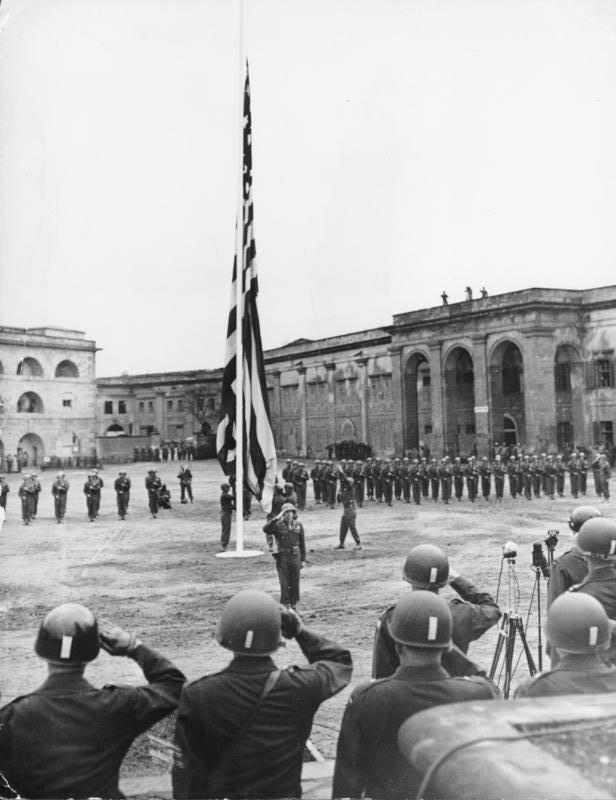
Znovu vztyčená americká vlajka v Koblenzi v roce 1945

### Současná pevnost

#### Po vídeňském kongresu
Na základě závěrečného aktu vídeňského kongresu z roku 1815 se Porýní stalo pruskou provincií. Opevnění Koblenze se stalo pruskou vojenskou prioritou vzhledem k její blízkosti k Francii a skutečnosti, že přes Koblenz musely všechny druhy dopravy (lodě po řekách, pozemní doprava kvůli mostům). Proto Prusové v letech 1815 až 1834 vybudovali kolem Koblenze systém opevnění, takzvanou Festung Koblenz (pevnost Koblenz). Ta byla údajně druhou největší vojenskou pevností v Evropě po Gibraltaru. Samotnou pevnost Ehrenbreitstein mohlo bránit až 1200 vojáků.

U Koblenze bylo vybudováno jedno z největších opevnění na Rýnu, z něhož se dnes téměř úplně zachoval pouze Ehrenbreitstein. Výstavba nové pevnosti Ehrenbreitstein trvala od roku 1817 do roku 1828, a ta byla součástí rozsáhlého pruského opevnění Koblenze, které bylo dokončeno až v roce 1834. Největší pevnost vybudovaná v tomto období, pevnost císaře Alexandra, stála na hřebeni nad bývalým klášterem Karthause. Po dokončení pevnosti Ehrenbreitstein byly proti proudu řeky postaveny pevnosti Nöllenkopf a Pleitenberg, které ji měly posílit.

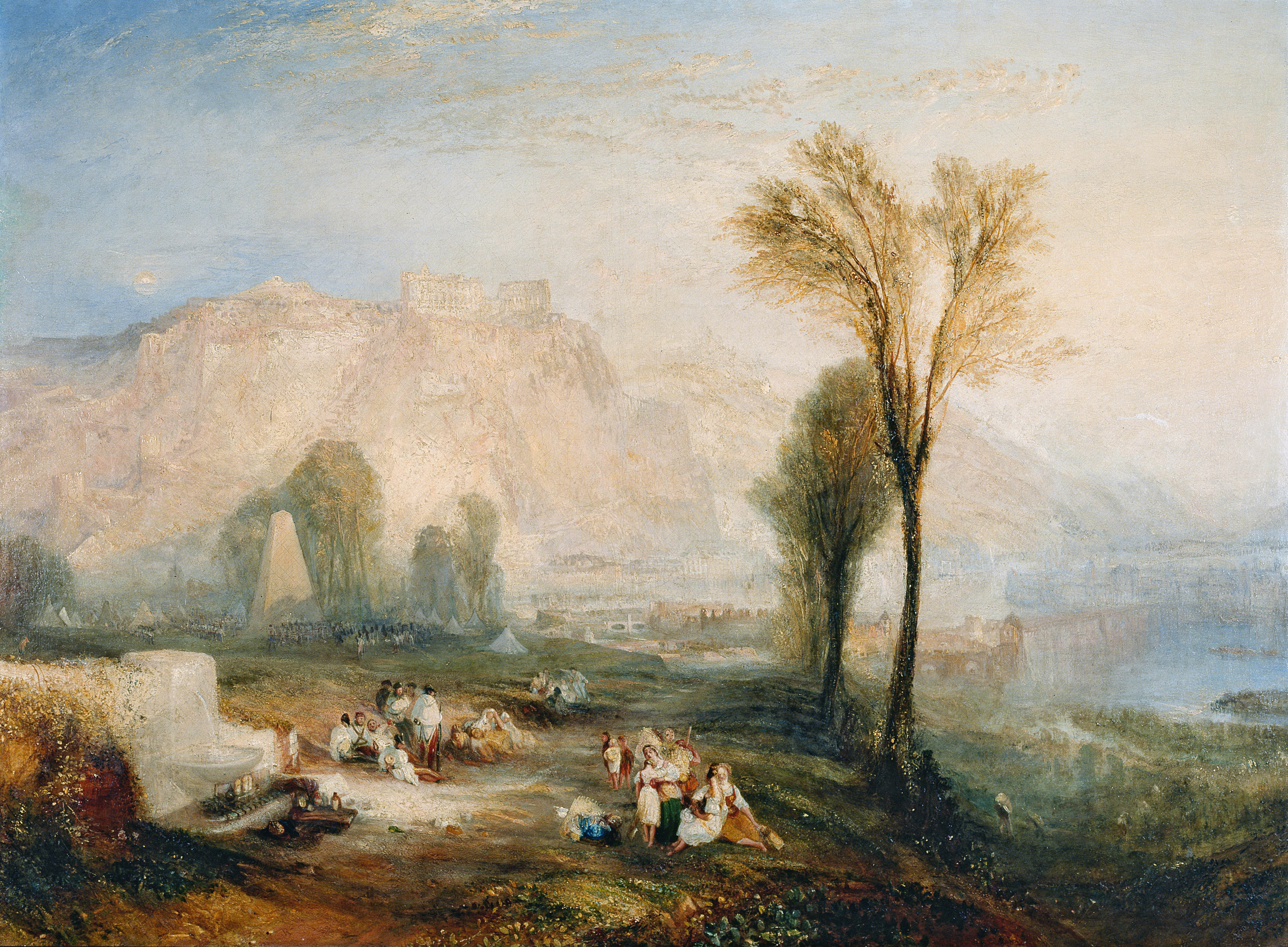
Pohled na novou pevnost od malíře Williama Turnera z roku 1835

Na základě mírové smlouvy zaplatila Francie na výstavbu nové pevnosti 15 milionů franků. Její stavba trvala od roku 1817 do roku 1828 a v roce 1834 byla připravena k provozu. Později byla několikrát rozšířena. V roce 1886 byla pevnost klasifikována jako opevnění menšího významu.
Poté, co bylo v letech 1890 až 1903 zrušeno opevnění západně od Rýna, kryla až do roku 1918 přechod přes Rýn pouze pevnost a některé menší stavby na východním břehu.

#### Meziválečné období
Američtí vojáci Ehrenbreitstein zpočátku obsadili v roce 1918. Po první světové válce a roce 1919 měl být Ehrenbreitstein podle ustanovení Versailleské smlouvy srovnán se zemí. Mezispojenecká vojenská kontrolní komise (IMKK) v Berlíně od toho však 25. února 1922 upustila poté, co se spojenci, včetně amerického generála Henryho Turemana Allena a podplukovníka ve výslužbě Eduarda Hügera, do roku 1924 šéfa Kobleneckého opevňovacího úřadu, vehementně zasazovali o zachování stavby s odkazem na její kulturní hodnotu.

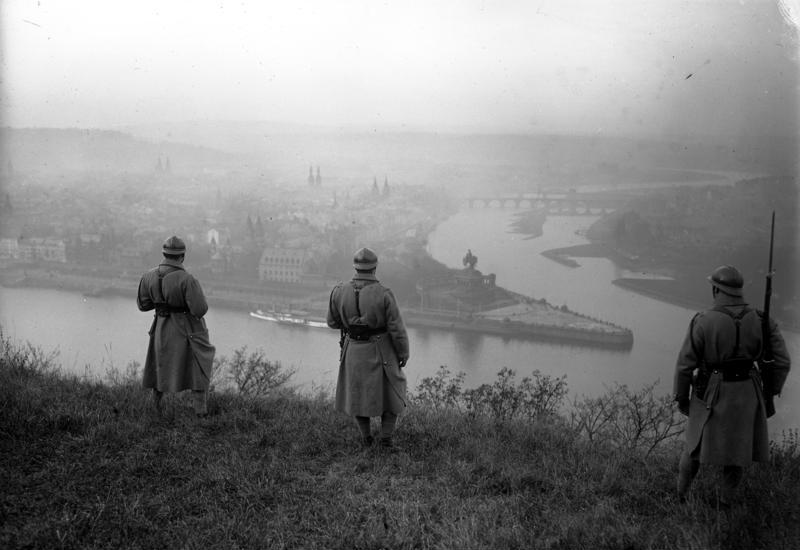
Francouzští vojáci shlížejí z pevnosti na Koblenz

#### Druhá světová válka
V rámci remilitarizace Porýní německá armáda v roce 1936 Ehrenbreitstein opět obsadila. Od podzimu 1936 do června 1939 zde byla kasárna dvou vojenských jednotek. Za druhé světové války se kasematy využívaly k ukrytí cenností a archiválií z Koblenze, Kolína nad Rýnem a Wuppertalu. Náhodné zásahy bomb však ukázaly, že neposkytují dostatečnou ochranu. K protivzdušné obraně Koblenze byla nejpozději od roku 1941 na pevnosti umístěna tři protiletadlová děla (bašty Rheinbastion, Contregarde Links a Niedere Ostfront). V roce 1943 byl ve skále pod Helfensteinem vybudován protiletecký kryt, jehož tunely měly poskytnout ochranu až 10 000 lidí. Přestože 87 % města Koblenz bylo nálety zničeno, pevnost utrpěla jen malé škody. Dne 19. prosince 1944 vyjely z pevnosti první železniční vagony s archivy. Celkem dvanáct vagonů bylo postupně naloženo cennými předměty ze státních archivů v Koblenci a Düsseldorfu a odesláno do Salzdetfurthu. Dne 27. března 1945 pevnost obsadili američtí vojáci. V polovině roku 1945, kdy byla vytvořena francouzská okupační zóna, je nahradili francouzští vojáci.

#### Po druhé světové válce

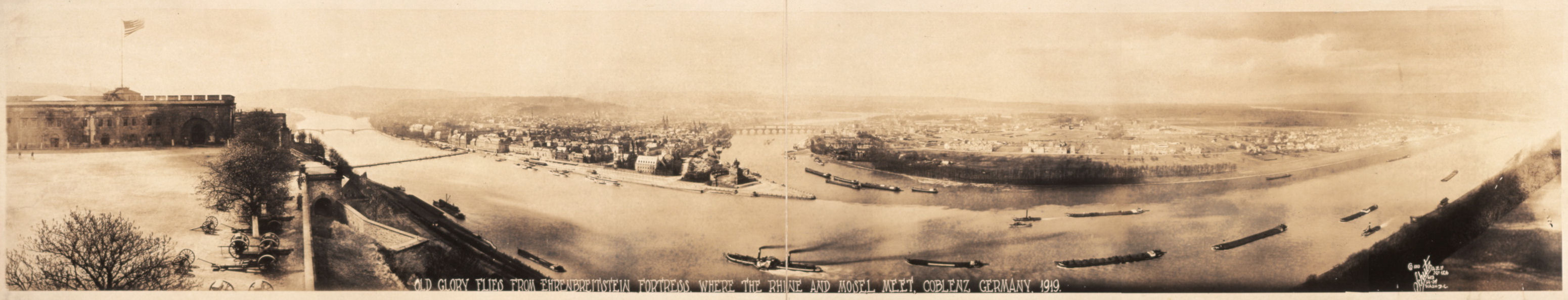
Panorama z pevnosti v roce 1919

Po druhé světové válce pevnost využívala francouzská armáda, pak byl Ehrenbreitstein v roce 1947 předán spolkové zemi Porýní-Falc. V letech 1946–1950 sloužil jako uprchlický tábor a poté k ubytování lidí v období nedostatku bytů od počátku 50. let do 60. let 20. století. V roce 1952 zde byla otevřena ubytovna pro mládež a v roce 1956 muzeum. V roce 1972 zde byl slavnostně otevřen Ehrenmal des Deutschen Heeres (Památník padlým německé armády). V roce 2011 byla pevnost Ehrenbreitstein po několikaleté rekonstrukci v letech 2007 až 2011 součástí Spolkové zahradní výstavy (Bundesgartenschau) v Koblenzu.

Obraz zachycující přístav v Koblenzi a pevnost v pozadí
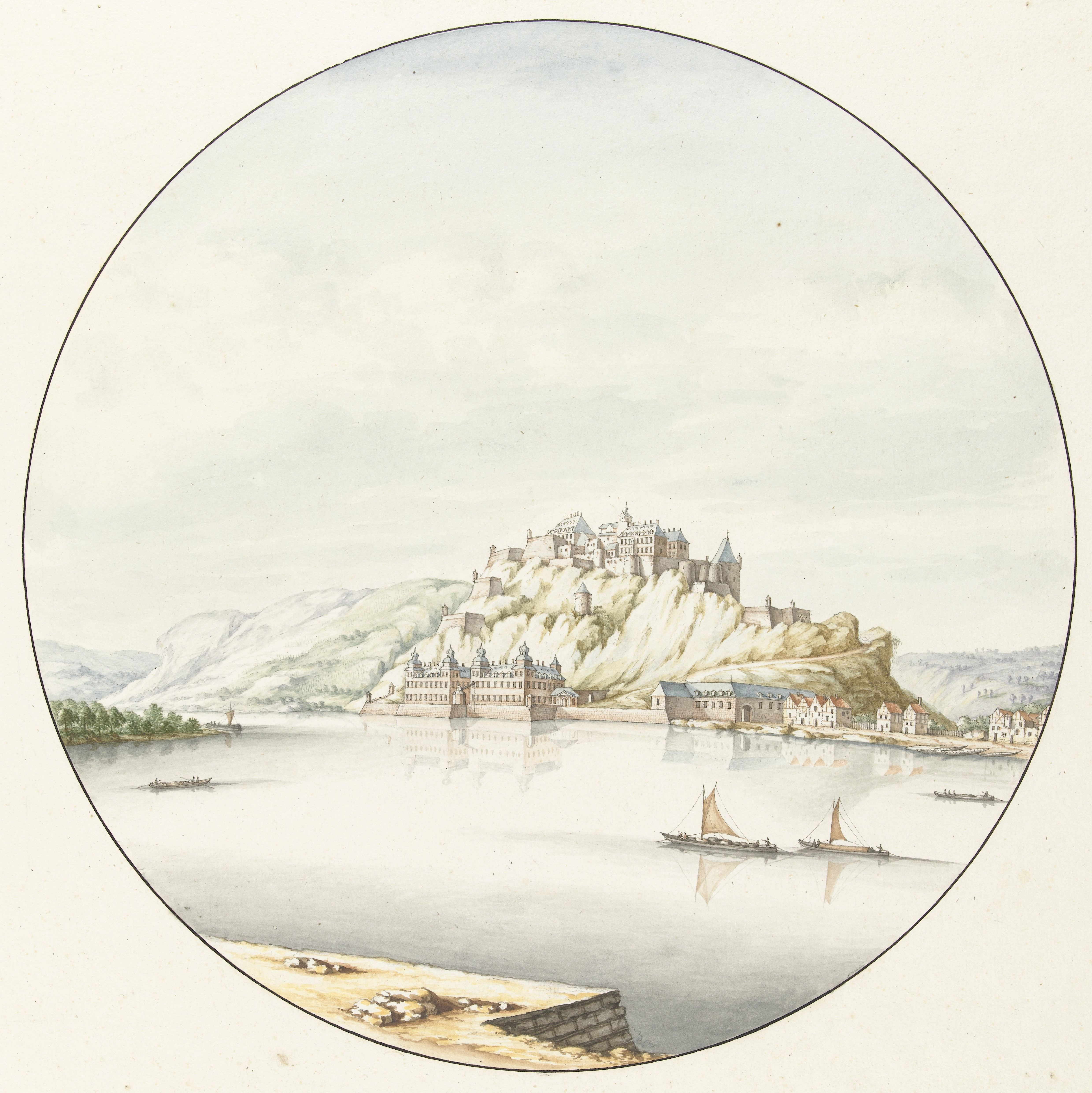
Původní pevnost v roce 1666
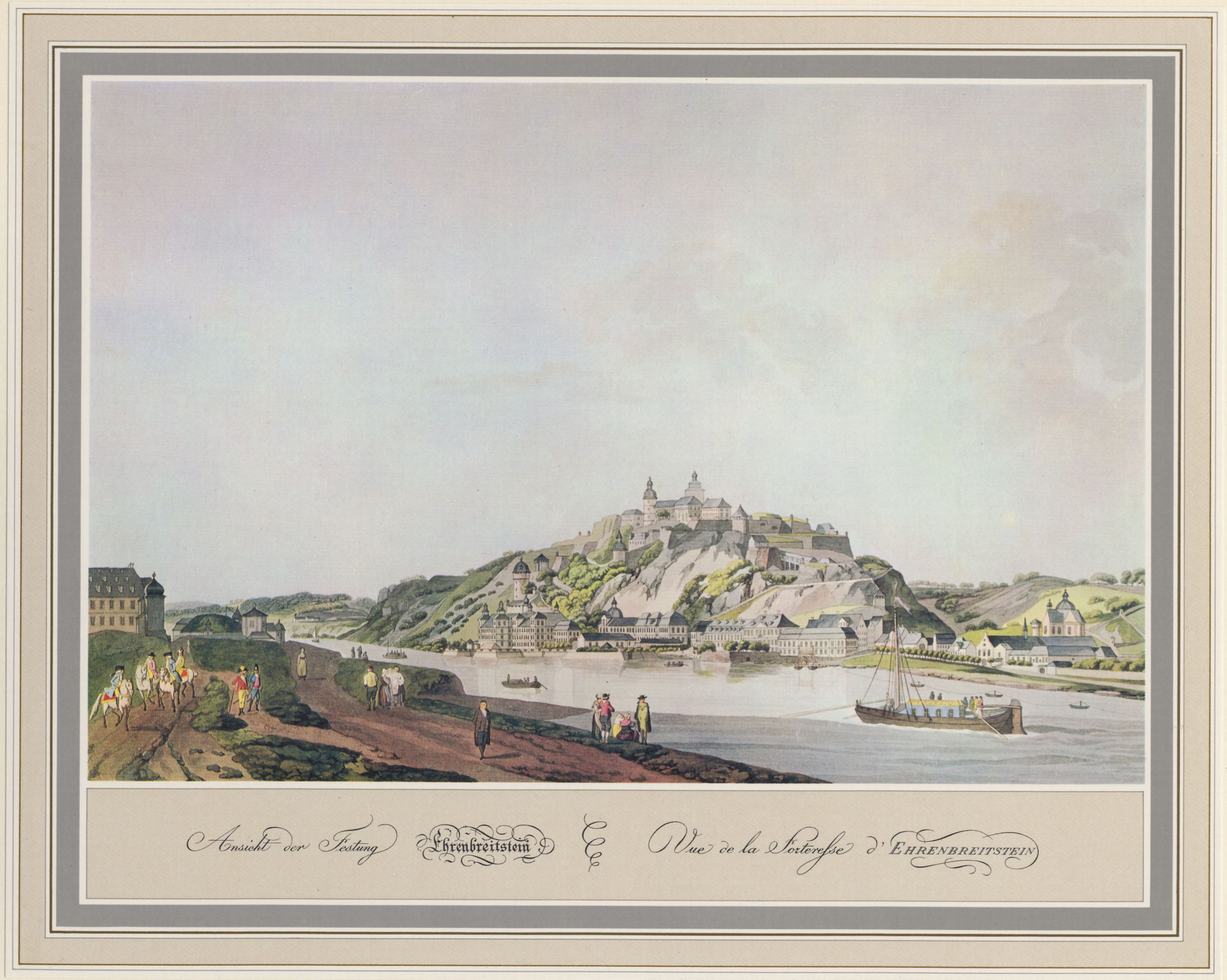
Pevnost v roce 1798
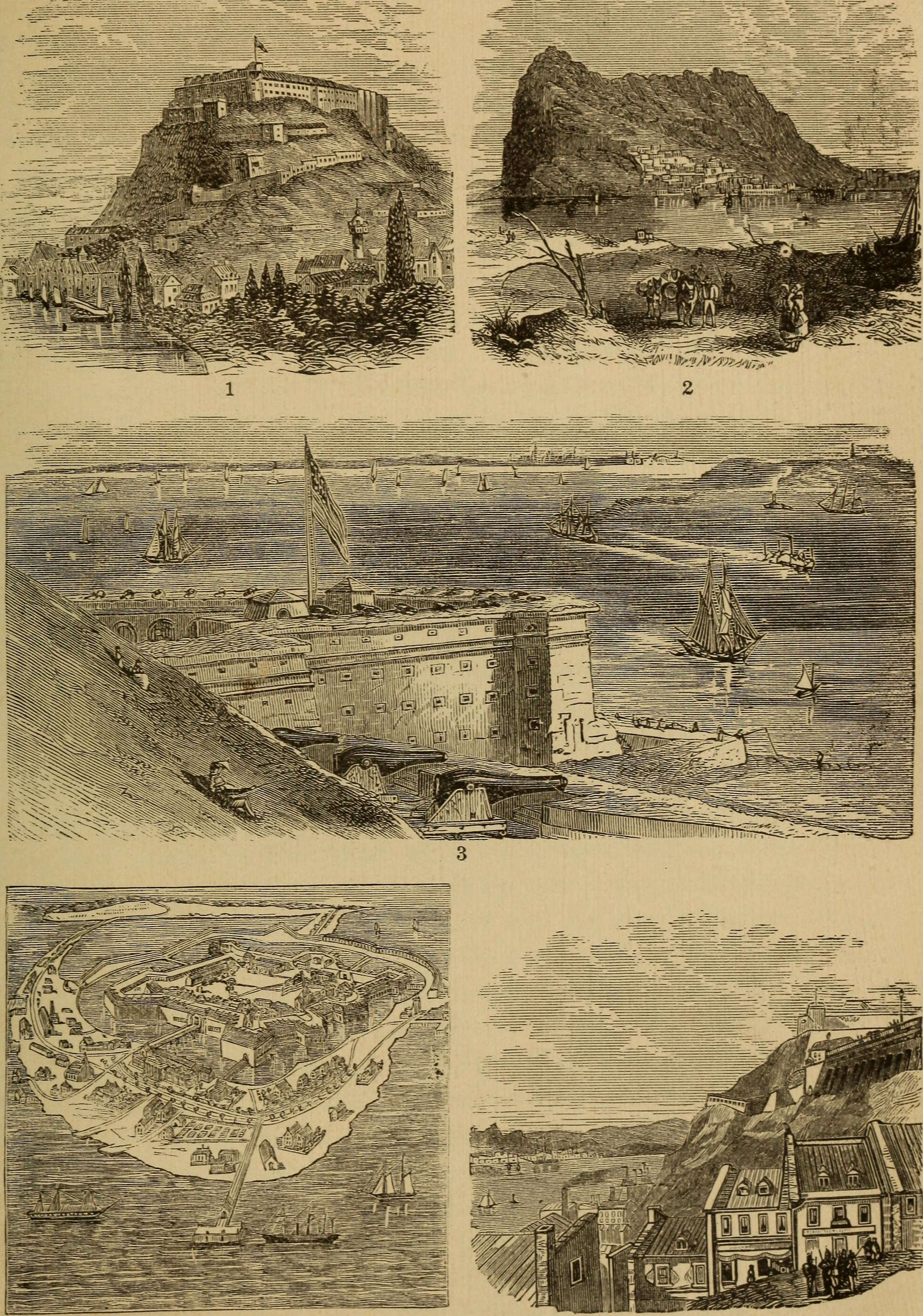
Obraz pevnosti z roku 1870
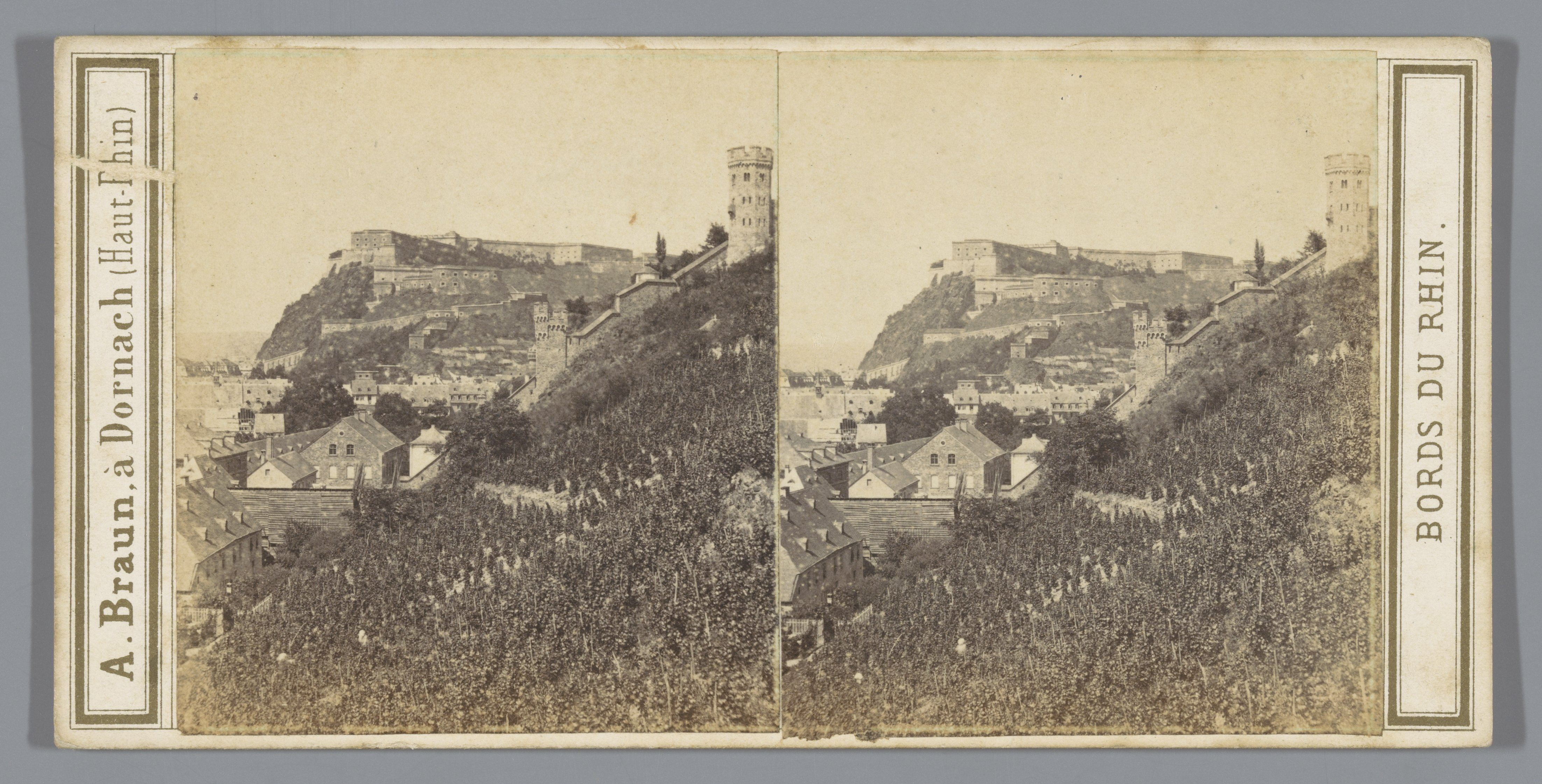
Pevnost v druhé polovině 19. století
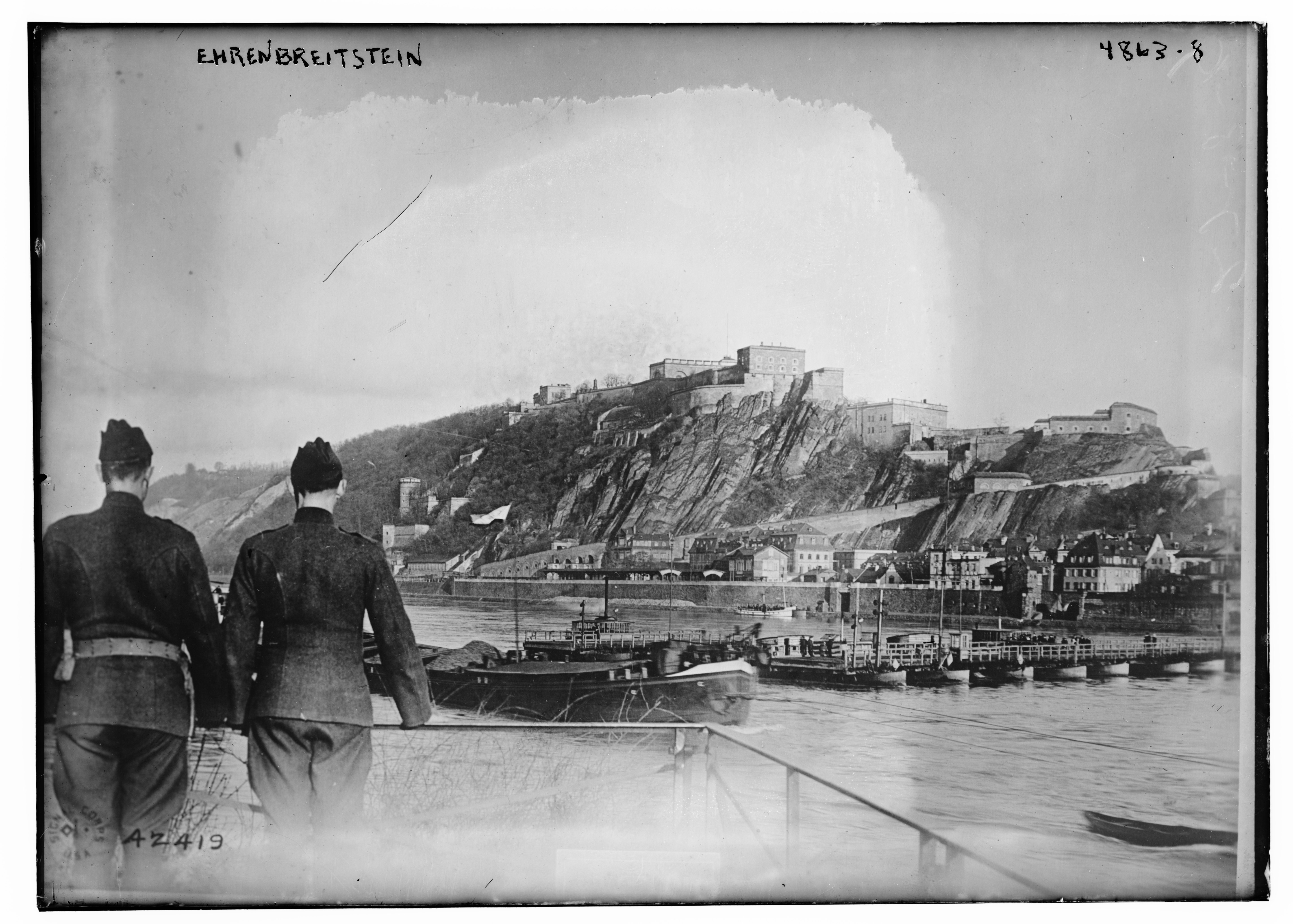
Pevnost v roce 1919

## Civilní využití

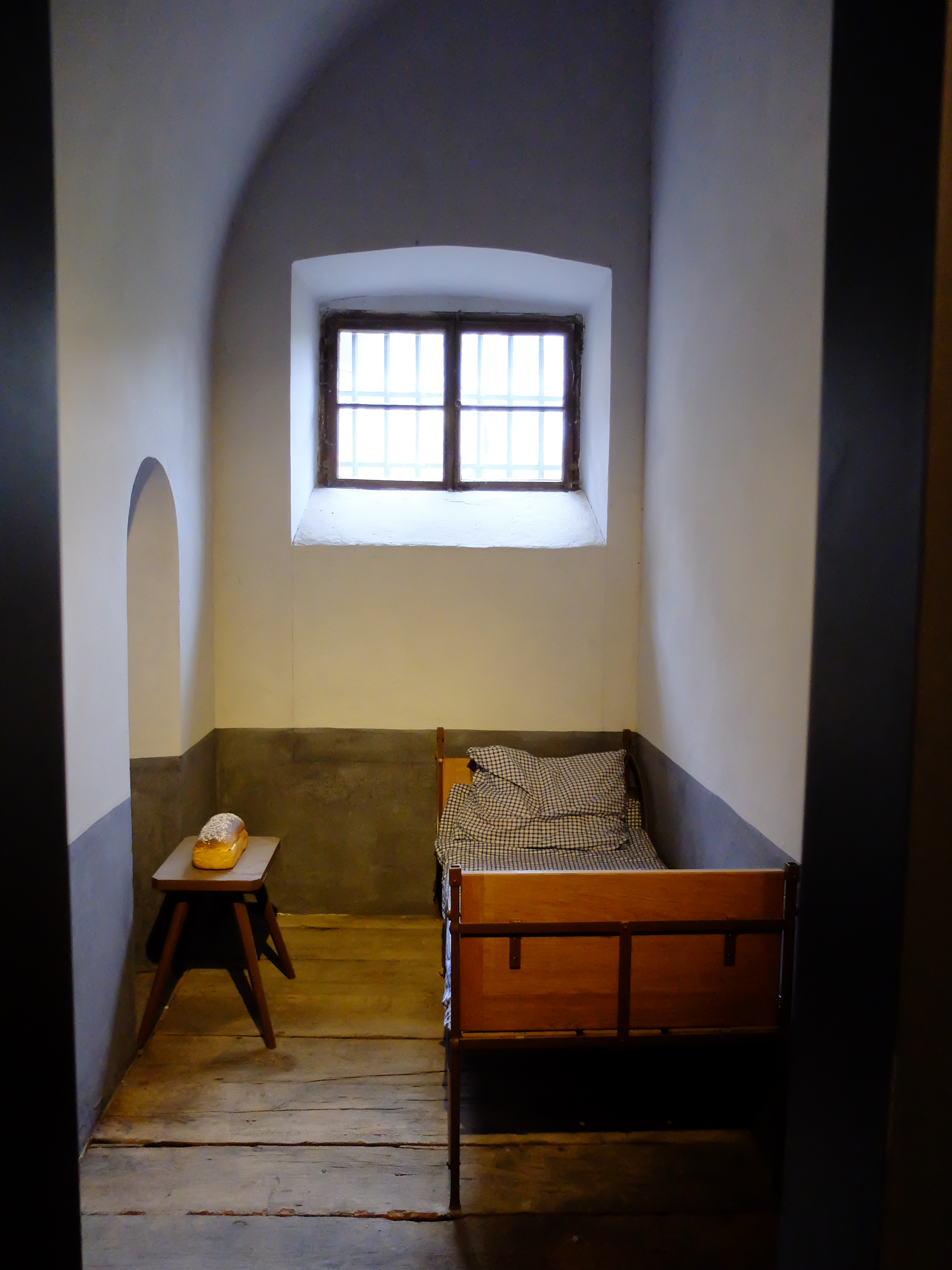
Vězeňská cela v Ehrenbreitsteinu, momentálně součást stálé expozice

### Věznice
Pruská pevnost Ehrenbreitstein sloužila především jako obranný objekt a kasárna. Některé části však byly využívány také jako vězení. Od třicátých let 19. století až do roku 1909 si zde důstojníci i civilisté odpykávali pevnostní vazbu nebo pevnostní vězení, což byl trest, který nebyl považován za nečestný. Vazební místnosti se zpočátku nacházely v Horní terasové baterii, snad také dočasně na Helfenštejně a od roku 1878 jako „pevnostní salónní vězení“ v zemské baště. Byli zde vězněni především političtí vězni a duelanti. Těm, kteří zde pykali trest odnětí svobody za jiné trestné činy, tím byla prokázána milost. Mezi pevnostní vězně na Ehrenbreitsteinu patřili lékař a jávský badatel Franz Junghuhn (1832/33), diplomat Alfred von Kiderlen-Waechter (1894) a spisovatel Hanns Heinz Ewers (1897).
Kromě toho byli od 30. let 19. století až do roku 1878 na Ehrenbreitsteinu drženi vězni odsouzení ke stavebním pracím na pevnosti. Tato forma nucených prací nařízených soudem však byla považována za potupnou nebo nečestnou pro delikventy a vedla k dočasné nebo trvalé ztrátě občanských práv. Cely odsouzených se nacházely na Helfensteinu a nakonec v Landbastionu. V letech 1878 až 1909 existovalo v pevnosti „pracovní oddělení“, jehož vězni byli využíváni také na stavební práce. V listopadu 1914 zde byla zřízena vazební věznice, která měla ulehčit vojenské vazební věznici v Koblenzi.

### Úkryt cenností

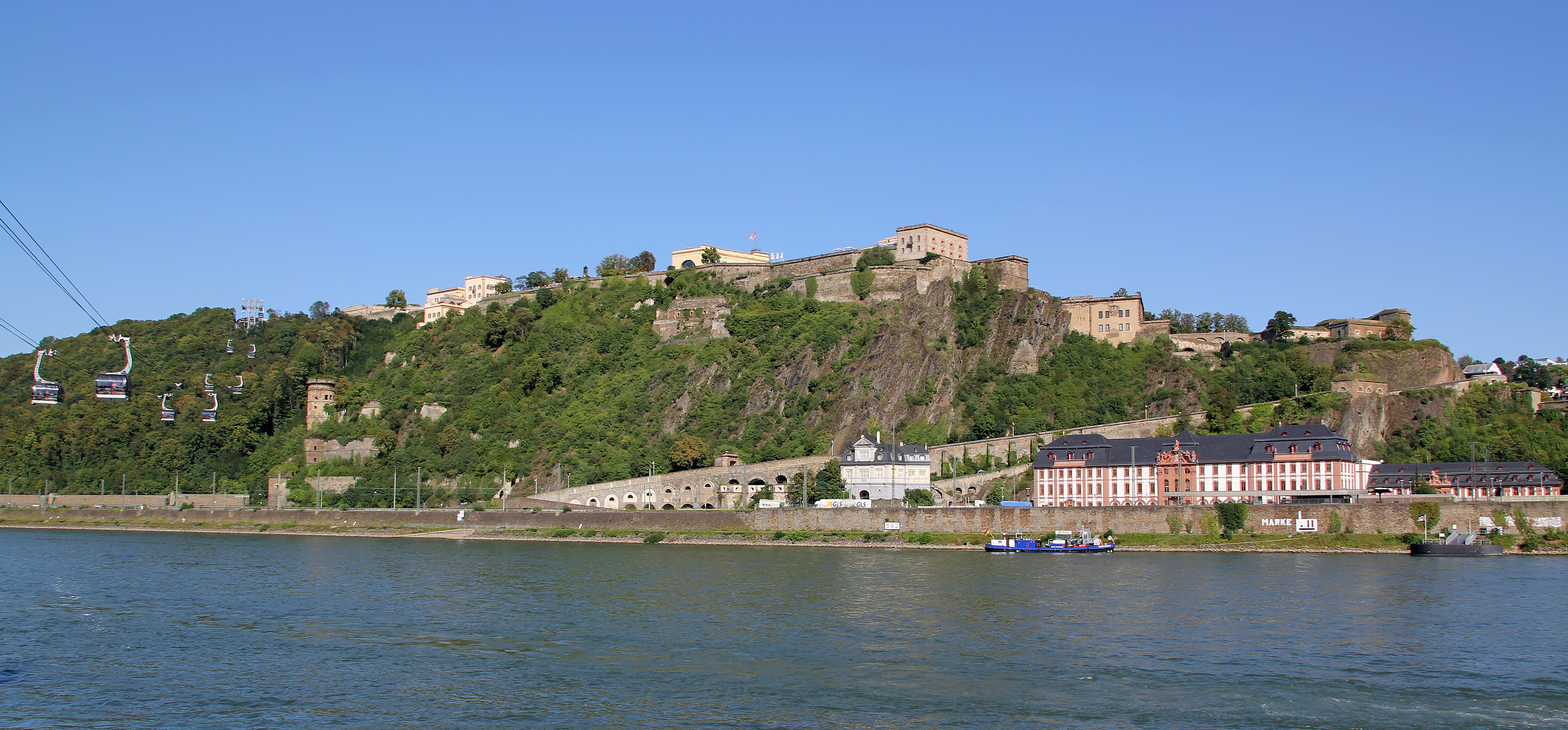
Pevnost při pohledu z města Koblenz

V trevírské kurfiřtské pevnosti Ehrenbreitstein byla také uchovávána trevírská tunika, nejdůležitější relikvie trevírské katedrály. Již hrad Ehrenbreitstein chránil mimořádnou relikvii, hlavu apoštola Matěje, která se na Ehrenbreitstein dostala z kobernské kaple sv. Matouše někdy v letech 1362 až 1381 a do pokladnice trevírské katedrály byla přenesena nejdříve v roce 1418. K prvnímu ukrytí trevírské runiky na pevnosti Ehrenbreitstein došlo během třicetileté války a skončilo v roce 1628. V letech 1632–1652, 1657, 1667–1759, 1765–asi do roku 1790 a 1792–1794 byla relikvie opět umístěna v klemuté místnosti poblíž velké zbrojnice. V letech 1667 až 1759 tu byla relikvie ukazována některým vzácným arcibiskupovým hostům. Dne 4. května 1765 byla na Ehrenbreitsteinu veřejně vystavena.
Za druhé světové války byl v roce 1941 na pevnost Ehrenbreitstein přemístěn fond kobleneckého státního archivu, aby byl chráněn před nálety na město. Po zásahu bombou byly archiválie v prosinci 1944 nakrátko přemístěny do dolu u Bad Salzdetfurth u Hildesheimu a v roce 1946 se vrátily zpět na Ehrenbreitstein. Když byla v roce 1956 postavena nová archivní budova, byly archiválie vráceny do péče Státního archivu, nyní Státního archivu Koblenz.

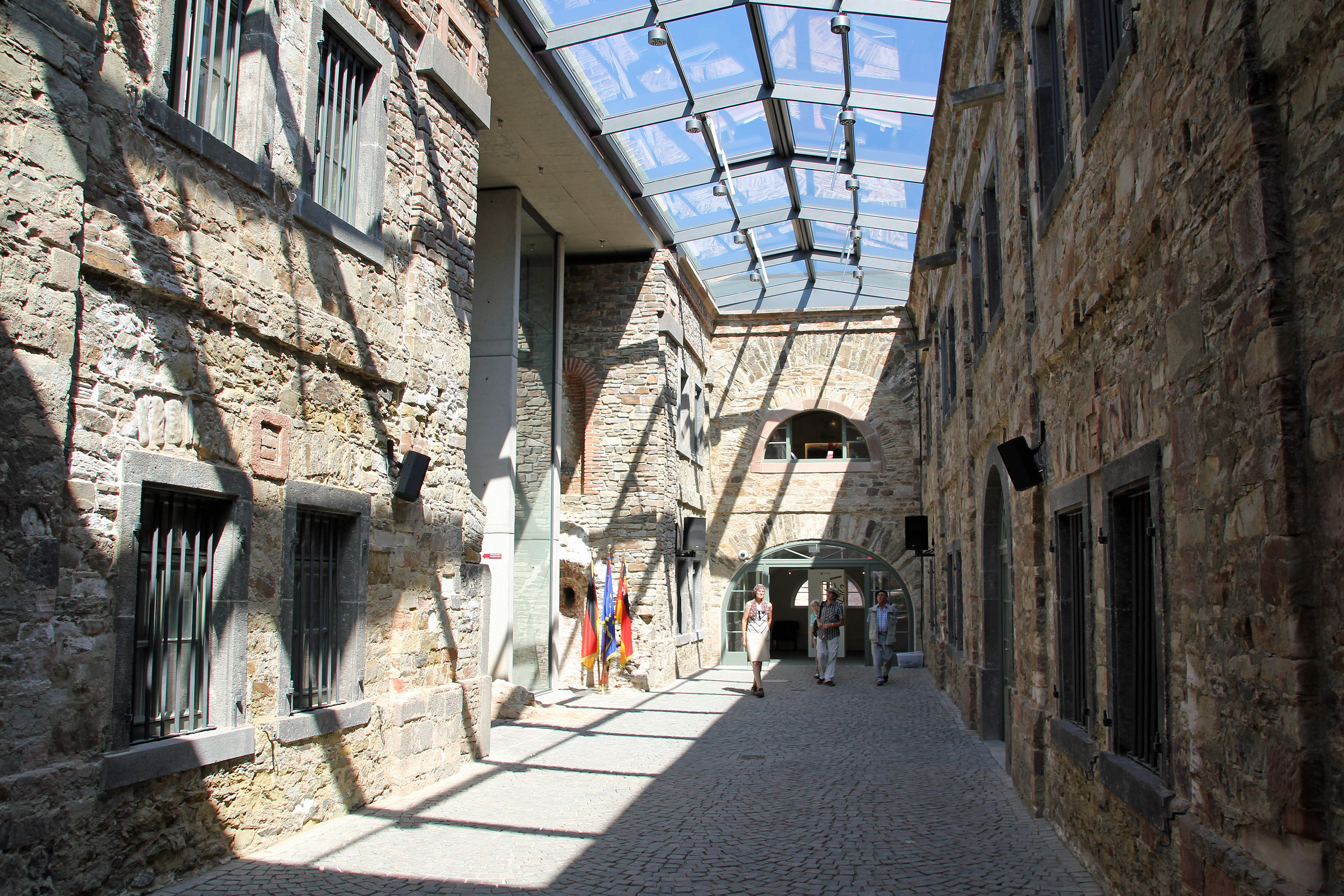
Budova kasemat tzv. dlouhé linie, která byla restaurována a zpřístupněna pro Spolkovou zahradní výstavu v roce 2011.

Do Ehrenbreitsteinu přivezly své fondy různé další archivy, včetně státních archivů v Aurichu, Düsseldorfu, Hamburku, Kielu, Lucemburku, Osnabrücku a Wiesbadenu, městských archivů v Kolíně nad Rýnem, Mohuči, Neuwiedu, Moersu, Recklinghausenu a Oberlahnsteinu jakož i rýnského zemského církevního archivu v Bonnu a vídeňského knížecího archivu v Neuwiedu. Zejména kolínská muzea přivezla na Ehrenbreitstein také části svých sbírek, například Wallraf-Richartz-Museum, Schnütgen-Museum, Muzeum dekorativního umění, Muzeum východoasijského umění a Městské muzeum Wuppertal-Elberfeld (nyní Von-der-Heydt-Museum). Své fondy na Ehrenbreitstein přesunuly také městské knihovny v Düsseldorfu, Essenu a Wuppertalu-Elberfeldu a další podobné instituce.

### Využití od konce druhé světové války
Přibližně od roku 1946 provozovala Mezinárodní organizace pro uprchlíky (IRO) v pevnosti tábor pro vysídlené osoby. Zvláštní kolonii tvořili maďarští uprchlíci (někdy až 350 osob), kteří v rámci programu obnovy pracovali pro Francouze jako stavební dělníci. Část válečné prachárny Contregarde přestavěli na katolickou kapli, tzv. „maďarskou kapli“. Tábor byl rozpuštěn 15. října 1950. Od léta 1949 se do pevnosti stěhovaly další rodiny z Koblenze, které se právě vrátily z evakuace a byly bez domova.
Po druhé světové válce se pevnost Ehrenbreitstein stala majetkem spolkové země Porýní-Falc jako právního nástupce Pruska. V polovině 60. let 20. století byly dva kasematy Contregarde vpravo upraveny pro skladování malého množství jaderného odpadu pocházejícího z výzkumu univerzity v Mohuči. Kvůli protestům veřejnosti však tyto prostory nebyly uvedeny do provozu.

## Současnost
Pevnost je nyní přístupná návštěvníkům. S městem Koblenz ji přes Rýn spojuje lanovka a šikmý výtah na úpatí kopce. Na Ehrenbreitsteinu se nachází několik muzeí: Haus der Fotografie (fotografie), Haus der Archäologie (archeologie) a Landesmuseum Koblenz (dočasné výstavy). Nachází se zde také Haus des Genusses, který oslavuje regionální vinařství a nabízí barokní gastronomii. Stálé expozice na několika místech uvnitř pevnosti pokrývají pět tisíc let historie Ehrenbreitsteinu. Nacházejí se zde také gastronomická zařízení. Část areálu stále zabírá mládežnická ubytovna se 157 lůžky. Pevnost slouží také jako místo konání různých kulturních akcí, jako jsou koncerty a divadelní představení pod širým nebem.

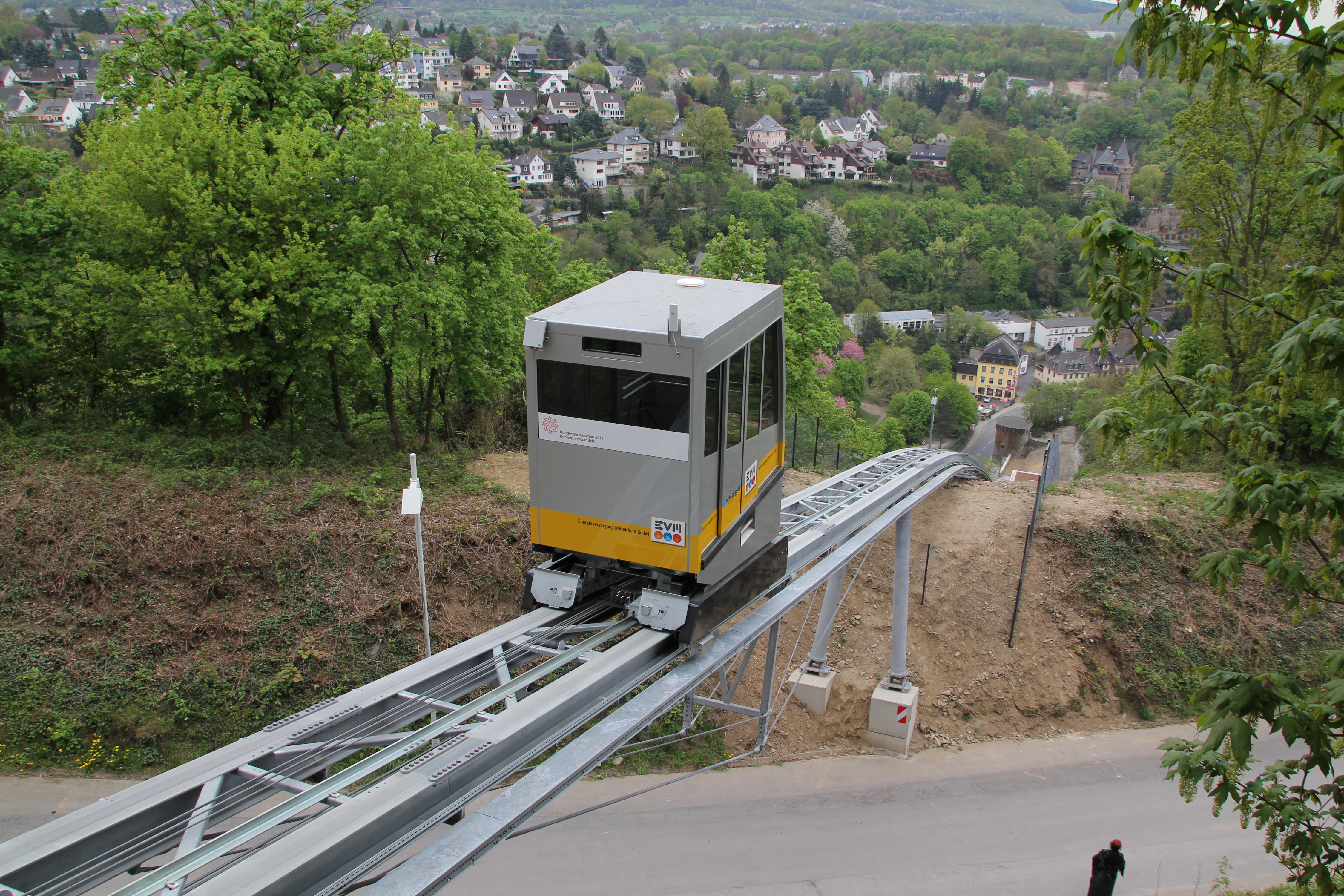
Lanovka směřující k pevnosti

### Zahradnická výstava
Město Koblenz získalo v roce 2011 zakázku na pořádání Spolkové zahradnické výstavy, a pro tuto akci byly využity pozemky před pevností, kde byl vytvořen krajinářský park, i samotná pevnost. Od té doby nabízí dřevěná vyhlídková plošina na severním konci krajinářského parku návštěvníkům výhled do údolí Rýna.
Pevnostní nádvoří a fasády pevnostních budov i jejich střechy byly v letech 2009 až 2011 kompletně zrekonstruovány spolkovou zemí Porýní-Falc. Budova kasemat Lange Linie, která byla za druhé světové války zasažena bombou, byla poprvé obnovena a zpřístupněna návštěvníkům. V roce 2011 byla místo sedačkové lanovky, která se nacházela na východní straně a spojovala údolí Ehrenbreitstein s pevností, zprovozněna šikmá lanovka. Ve sklepení pod Velkým traverzem byla zřízena multimediální výstava Hora v proměnách času — 3000 let opevnění, kde byly představeny doklady o historii opevnění kopce. Nepřetržité opevnění jednoho místa po tak dlouhou dobu nebylo prokázáno nikde jinde v Německu.

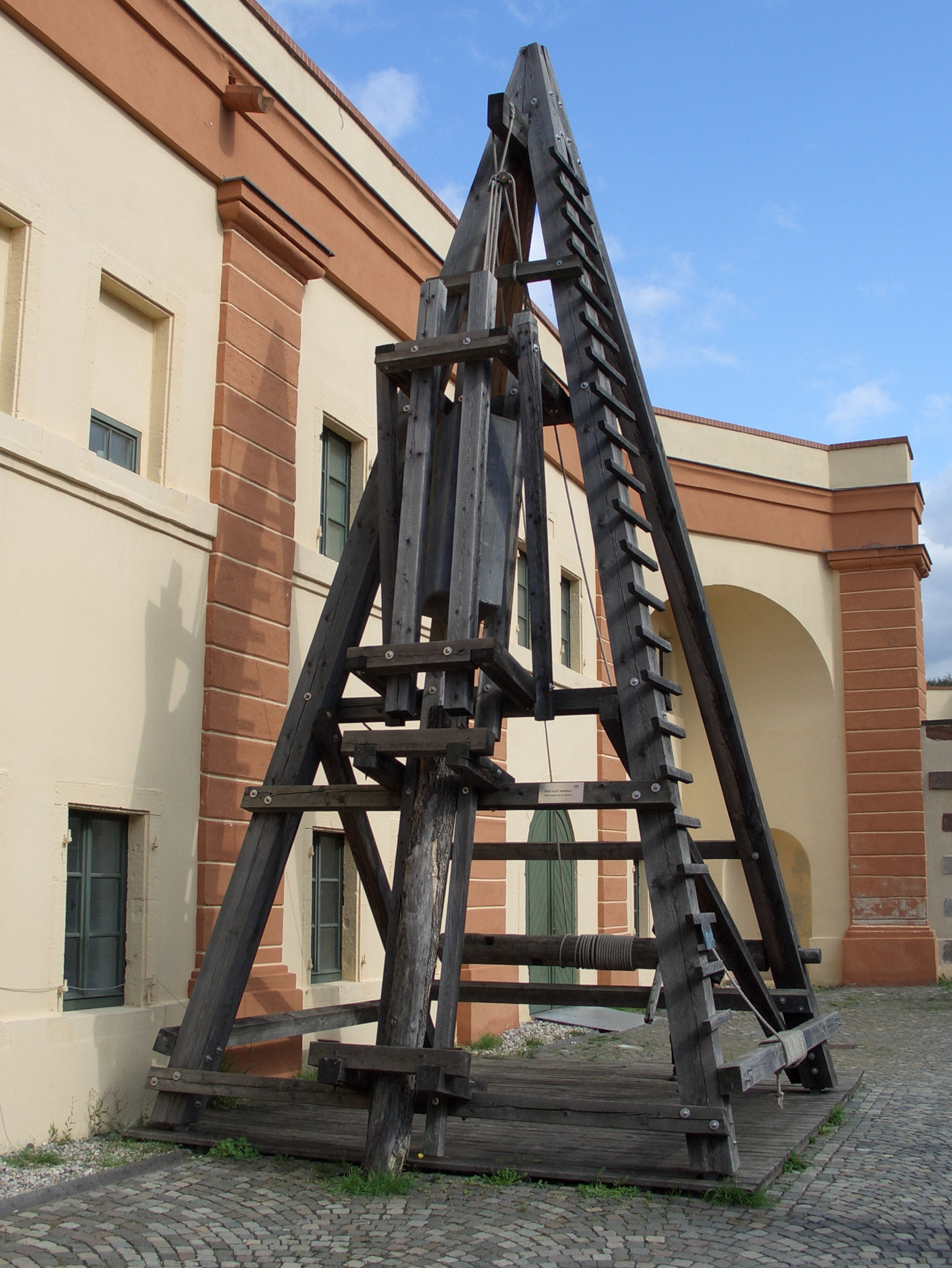
Rekonstrukce bucharu na zatloukání kůlů, jaký mohl použít Julius Caesar při stavbě mostu přes Rýn v roce 55 př. n. l.

### Lanovka
Lanovka v Koblenzi, která byla postavena v rámci Spolkové zahradnické výstavy v roce 2011, je největší lanovkou v Německu. Od 2. července 2010 přepravuje návštěvníky z parku Rheinanlagen přes Rýn na plošinu před pevností. S přepravní kapacitou až 7600 osob za hodinu nemá ve světě konkurenci. V roce následujícím po Spolkové zahradnické výstavě navštívilo pevnost přibližně 500 000 lidí. Tento výrazný nárůst návštěvnosti je způsoben lepší dostupností lanovky a mnoha akcemi pořádanými v areálu pevnosti. Dne 19. června 2013 v Phnompenhu rozhodlo UNESCO na 37. zasedání Výboru pro světové dědictví o povolení provozu lanovky až do roku 2026.

### Zemské muzeum Koblenz
Zemské muzeum Koblenz sídlí na pevnosti Ehrenbreitstein od roku 1956. Stálé expozice o hospodářských a sociálních dějinách regionu jsou k vidění v hlavní budově na horním hradním nádvoří, v „Domě fotografie“, „Domě požitku“, „Domě archeologie“ a „Domě Poignardovy sbírky“. Jsou zde i expozice o středním Rýnu a Mosele.
Největší atrakcí je však samotná pevnost. Kromě historie pevnosti Ehrenbreitstein si zde návštěvníci mohou prohlédnout také původní dochované dělo Greif ze 16. století. Kromě stálých expozic se v pevnosti konají i dočasné zvláštní výstavy.

### Hostel
Koblenzský hostel se nachází v dolní východní části pevnosti a disponuje 157 lůžky a pěti společenskými a seminárními místnostmi. Od listopadu 2008 byla ubytovna, kterou provozuje Německý svaz ubytoven mládeže, důkladně modernizována. Znovu otevřena byla 28. prosince 2010. Hostel má konferenční a společenské místnosti a nabízí širokou škálu sportovních a zábavních zařízení.

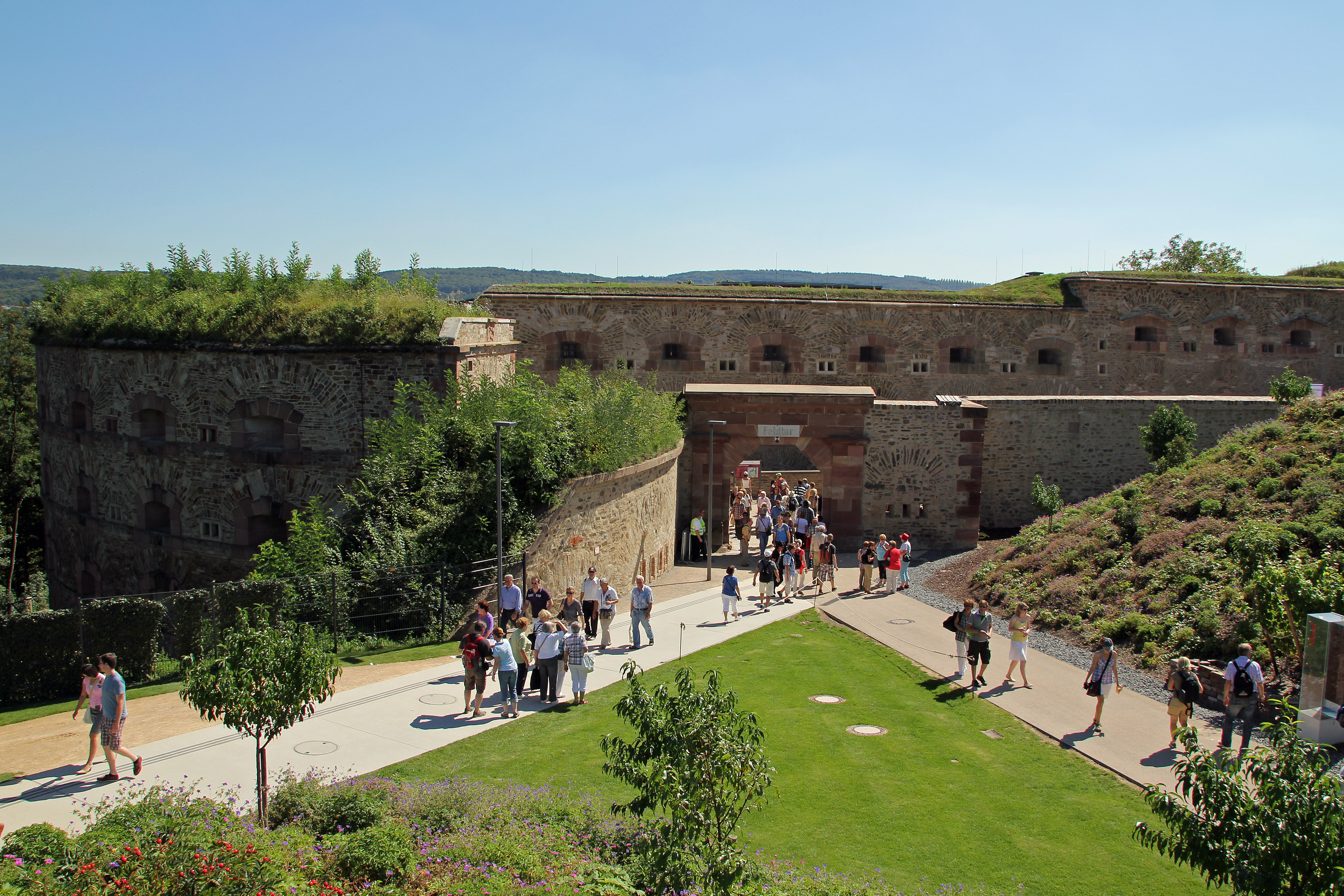
Hlavní vchod polní branou
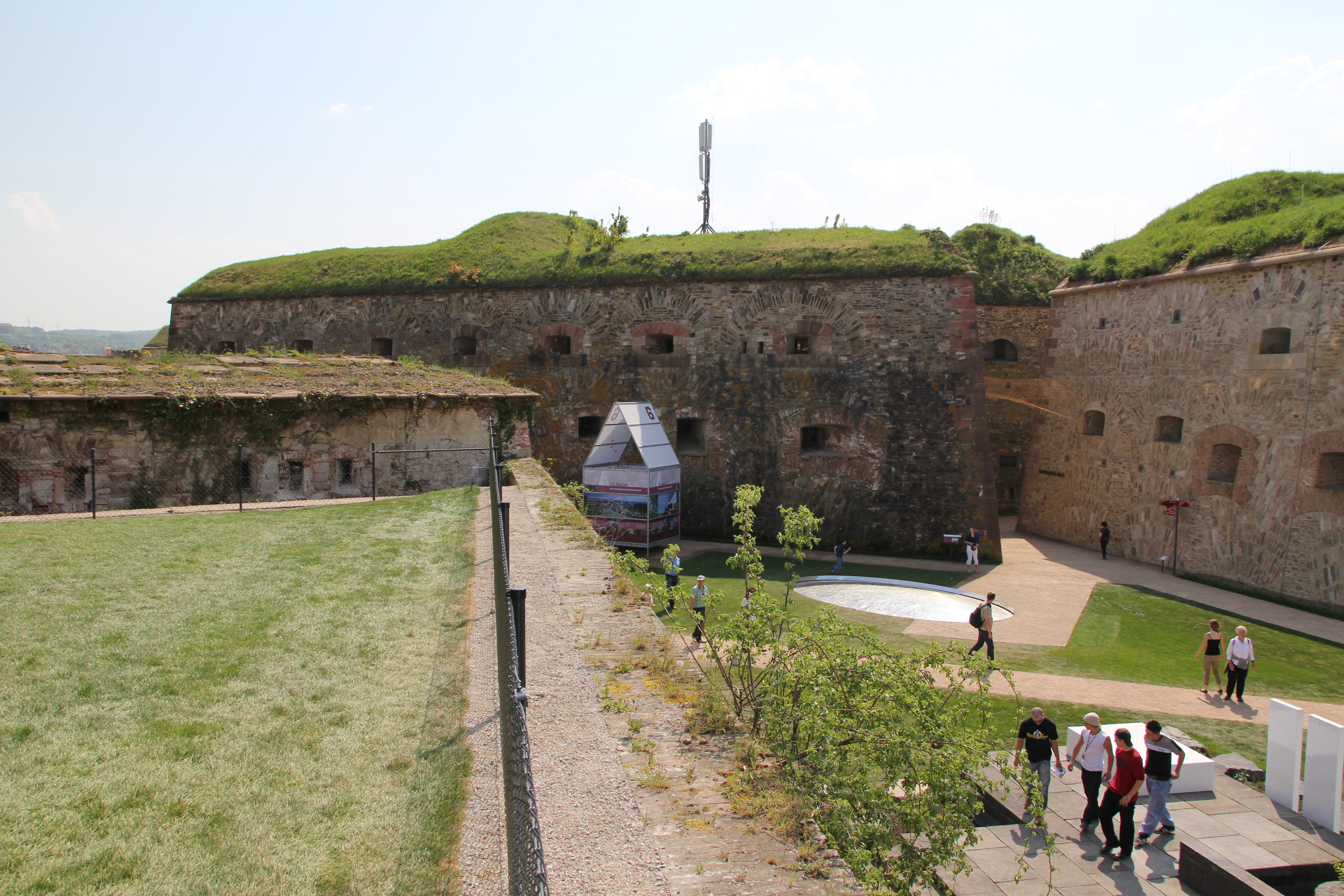
Pohled přes hlavní příkop na ravelin od severozápadu
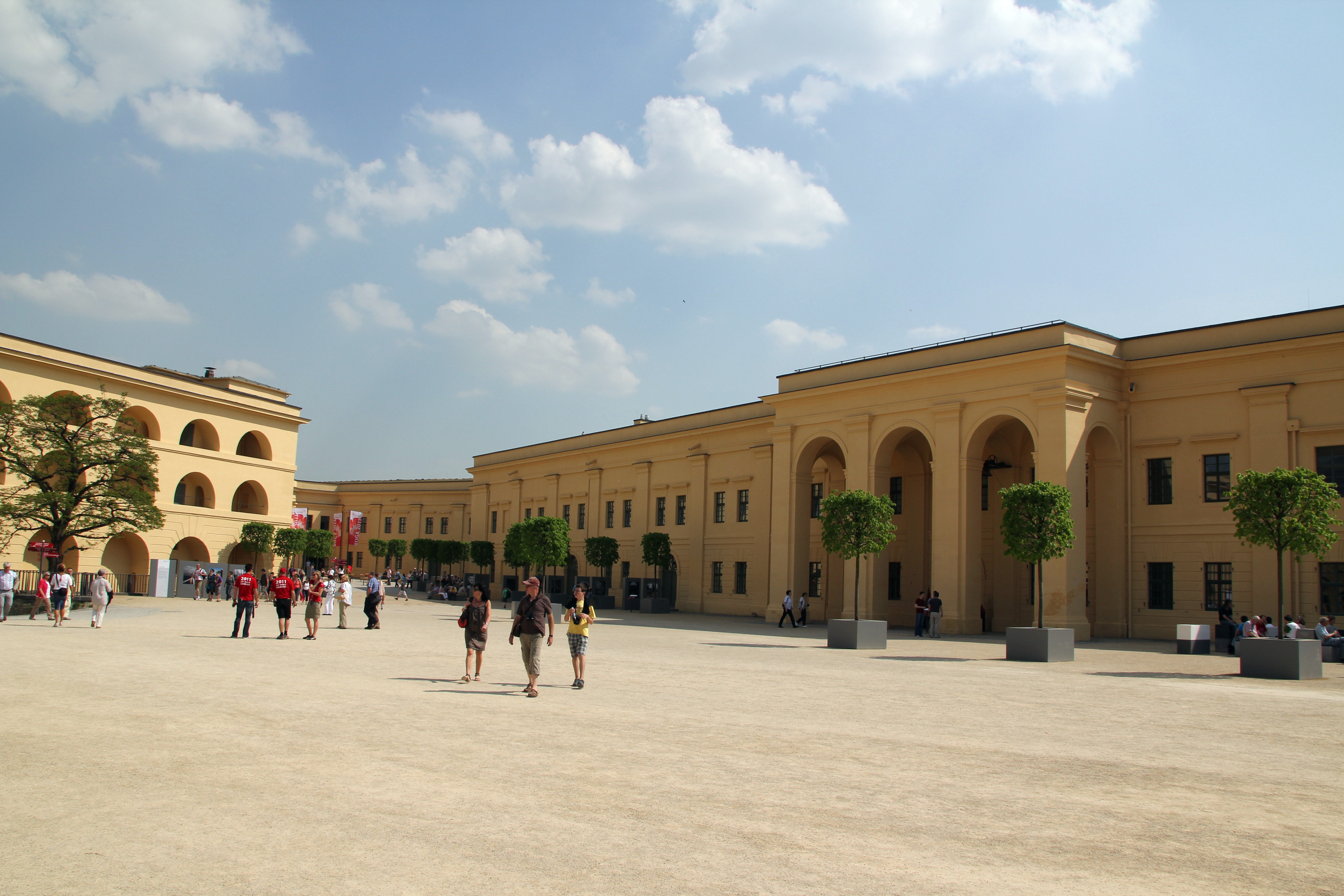
Horní hradní nádvoří, vpravo strážní portikus na vysokém východním průčelí.
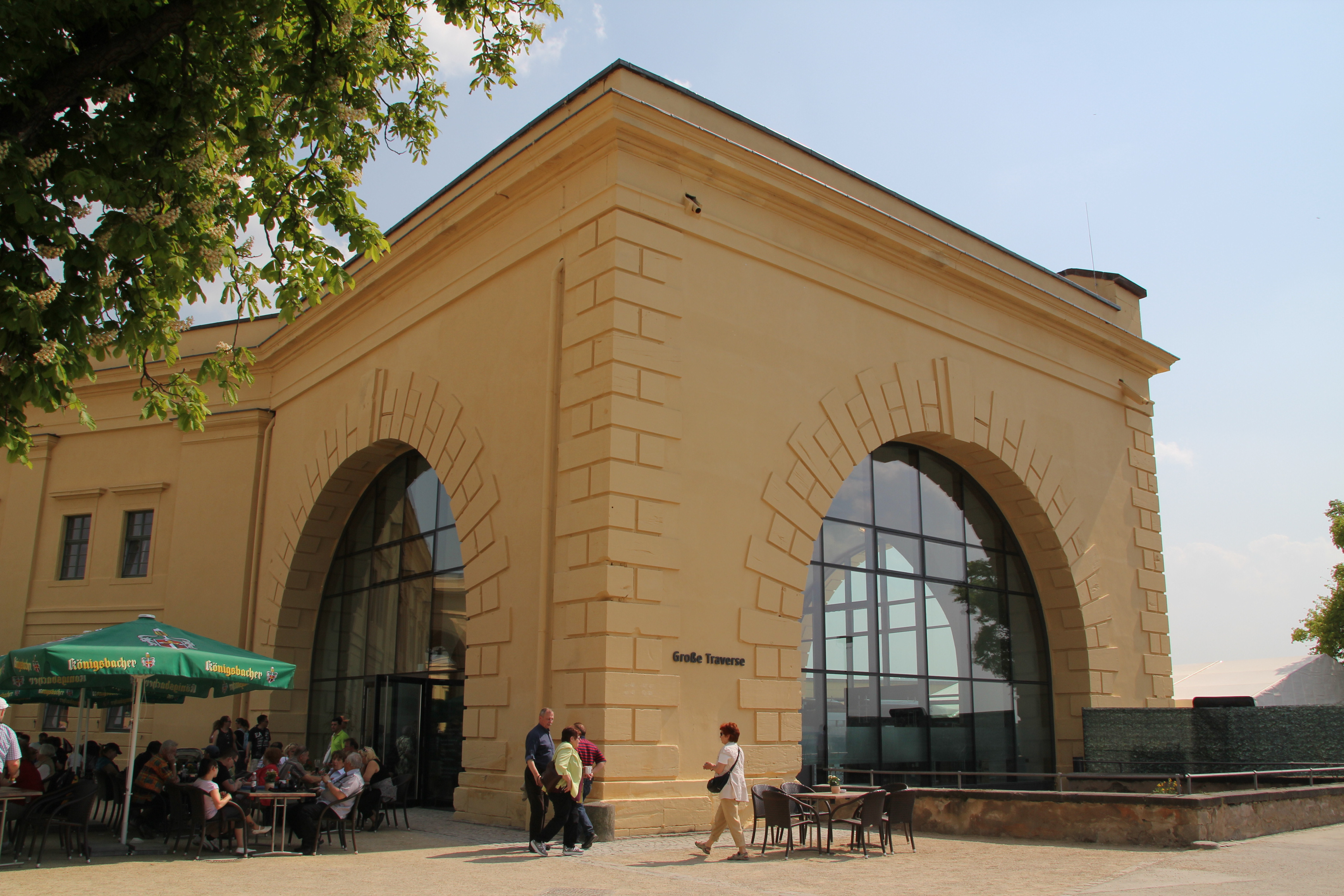
Bašta Große Traverse
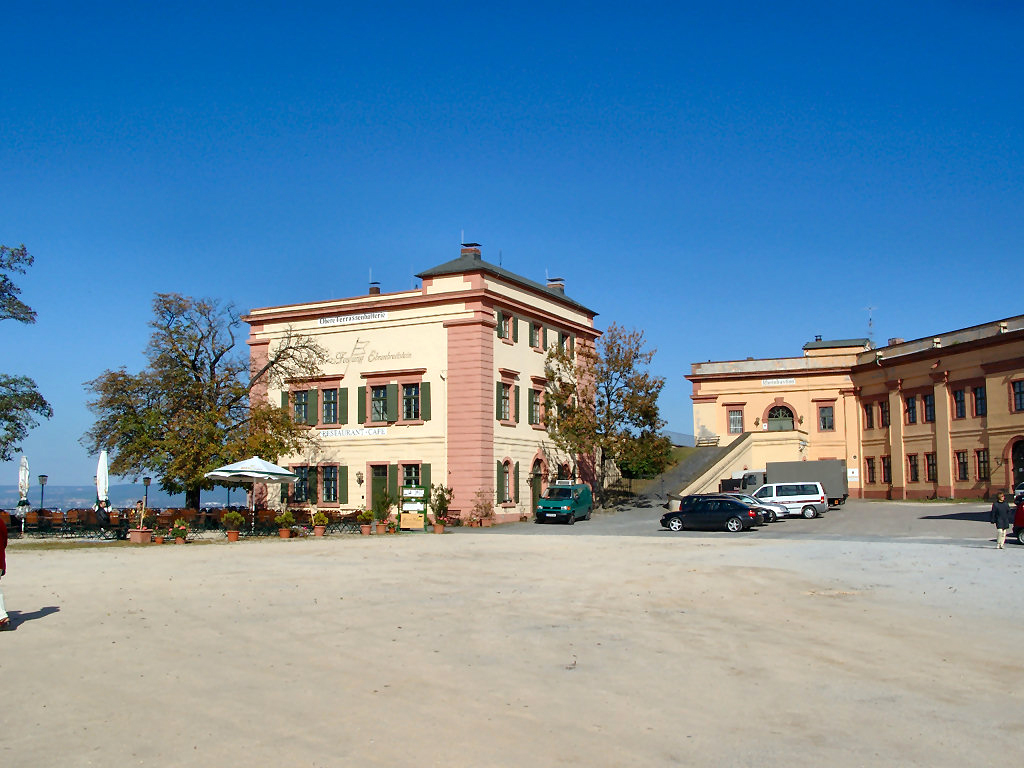
Baterie na horní terase

## Památníky
Památník německé armády od Hanse Wimmera na památku padlých v první a druhé světové válce byl instalován v přední části ravelinu a 29. října 1972 slavnostně předán do péče Bundeswehru. V listopadu 2006 byl památník doplněn a nyní připomíná také vojáky Bundeswehru, kteří padli při výkonu služby.
Památník s kašnou byl postaven na západním okraji horního hradního nádvoří v roce 1844. Ve čtvercové čedičové nádrži zdobené vzorem píšťal s malými půlkruhovými přednádržemi na každé straně stojí sloup završený koulí. Na čelní straně je nápis:
| „ | Postaven arcibiskupem Hillinem kolem roku MCLX, Ehrenbreitstein byl zničen nepřítelem v roce MDCCCI. Z jeho trosek jej obnovil a silněji opevnil Fridrich Vilém III. roku MDCCCXVII-MDCCCXCVII | “ |

Na Helfensteinu se také nachází pomník věnovaný v roce 1935 padlým vojákům pěšího pluku „von Goeben“ (2. rýnský) č. 28, který byl na Ehrenbreitsteinu dlouhodobě posádkou.

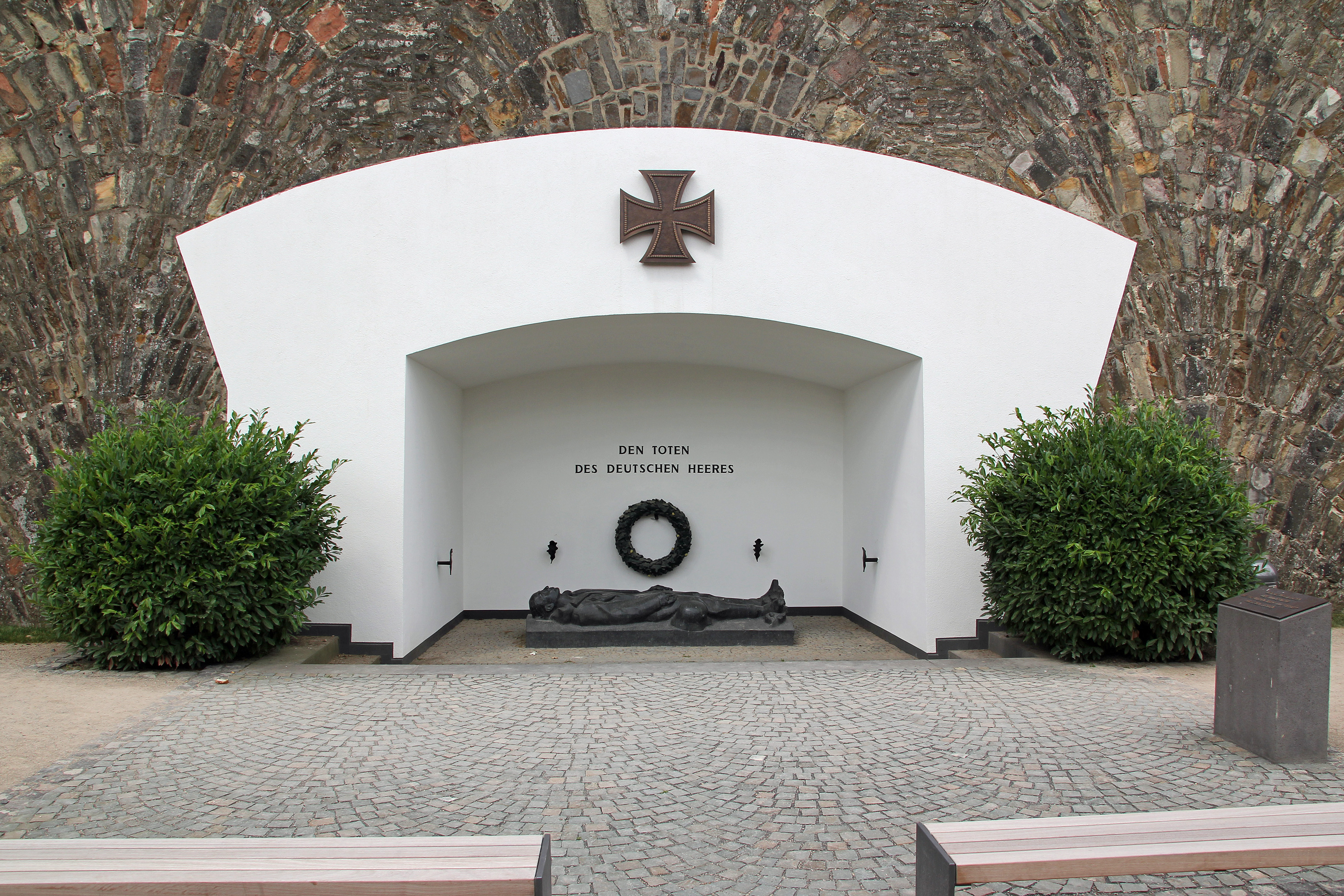
Památník Bundeswehru v Ravelinu
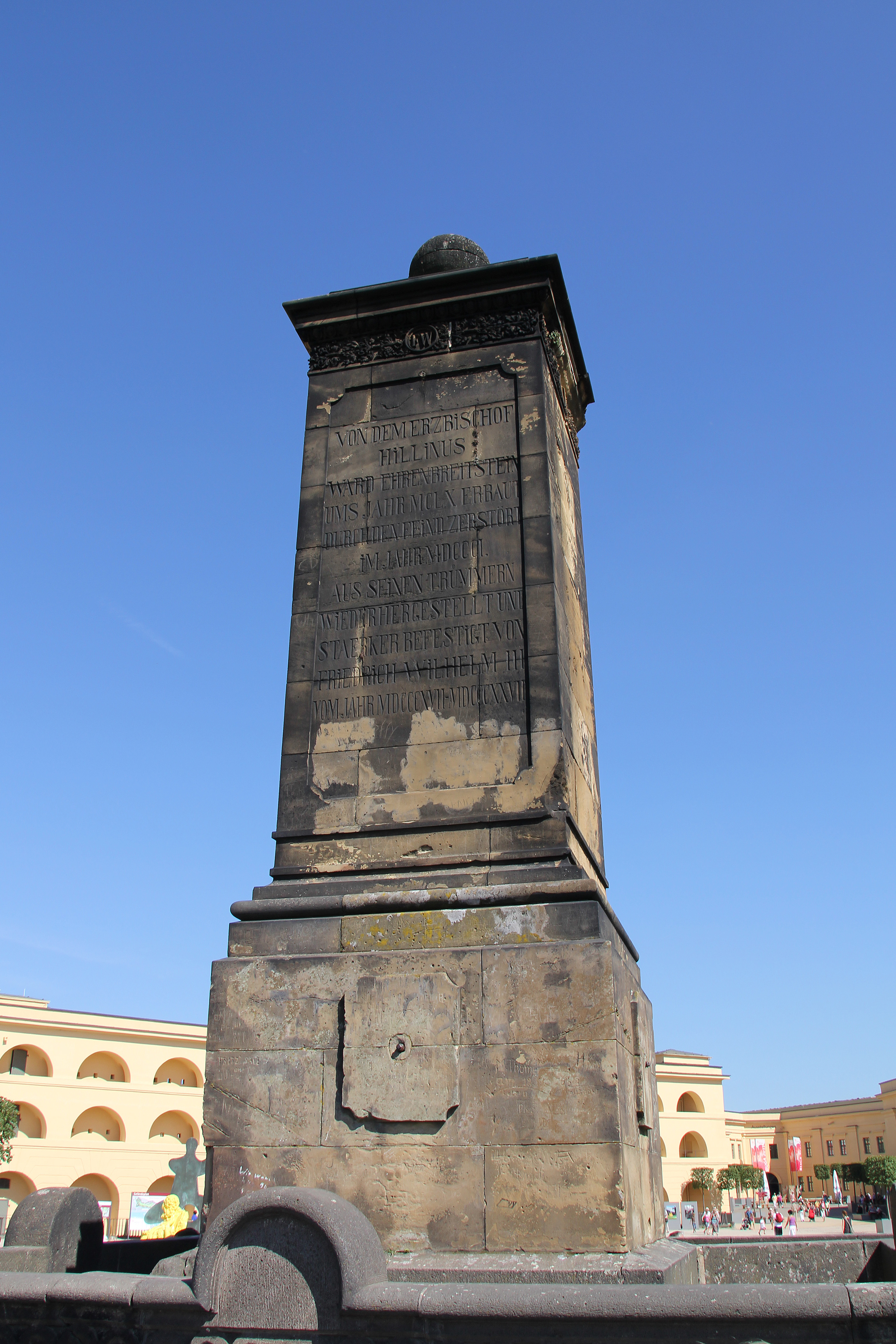
Památník s kašnou na horním hradním nádvoří
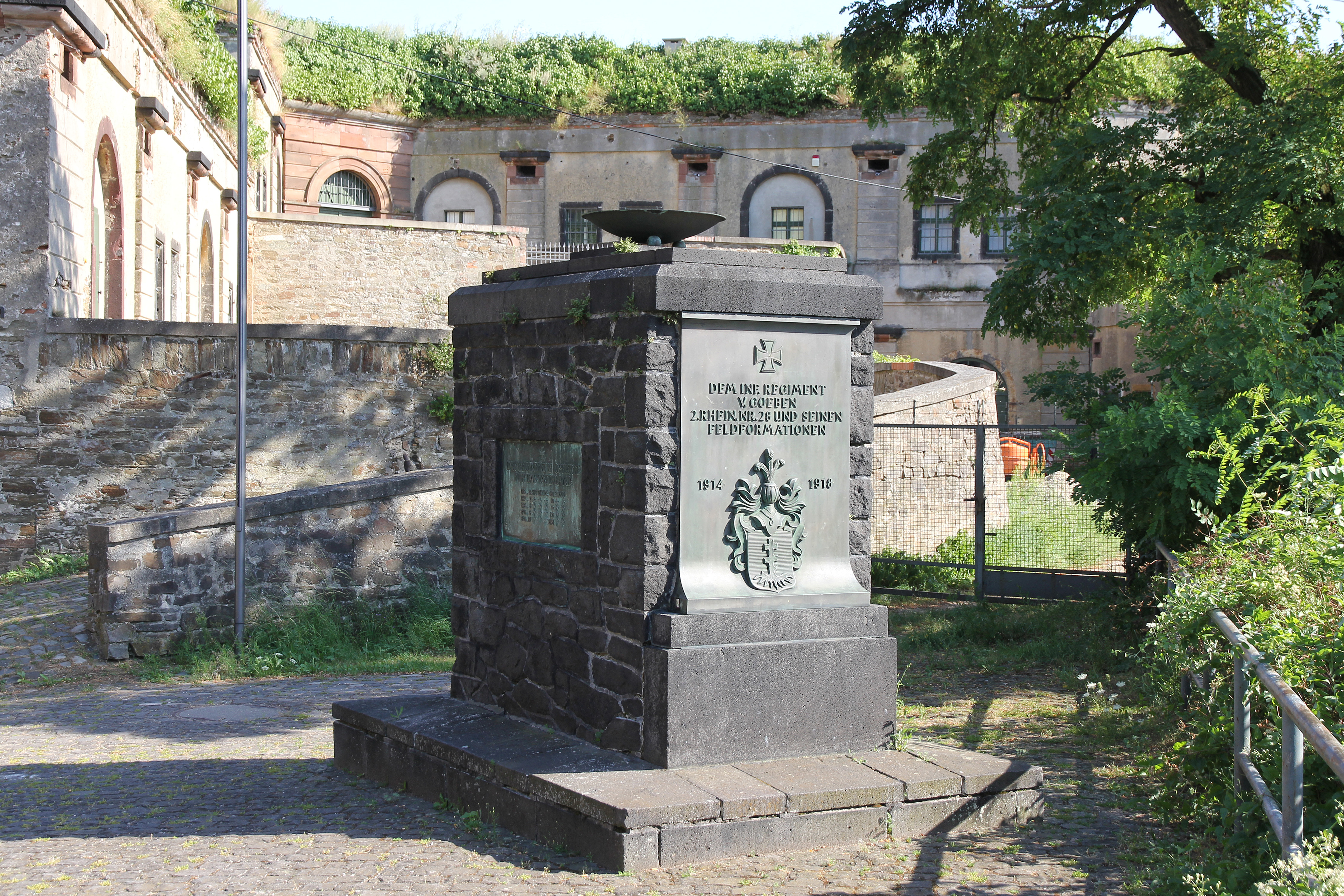
Pomník pěšího pluku č. 28 „von Goeben“ na Helfensteinu